# Le Paysage bleu
Le Paysage bleu est un tableau réalisé par le peintre français Marc Chagall en 1949. Cette gouache sur papier est un double portrait représentant la tête de l'artiste embrassant celle de sa compagne Bella  morte entourées d'un poisson blanc, d'une poule et d'un bouquet de fleurs. Elle est conservée au musée Von der Heydt, à Wuppertal.

## Expositions
- La Lune. Du voyage réel aux voyages imaginaires, Grand Palais, Paris, 2019 — no 90.